# Aldama
Aldama, rod glavočika raširen od juga Sjedinjenih Država na jug do Argentine i Čilea.
Dio je podtribusa Helianthinae. Postoji preko 100 vrsta; tipična je Aldama dentata. Rod je opisan 1824., a imenovan je u čast Ignacija Aldame (1769-1811), borca za meksičku nezavisnost. 

## Vrste
1. Aldama adenotricha (S.F.Blake) E.E.Schill. & Panero
2. Aldama amphichlora (S.F.Blake) E.E.Schill. & Panero
3. Aldama anchusifolia (DC.) E.E.Schill. & Panero
4. Aldama angustifolia (Hook. & Arn.) E.E.Schill. & Panero
5. Aldama angustissima (S.F.Blake) E.E.Schill. & Panero
6. Aldama apiculata (S.F.Blake) E.E.Schill. & Panero
7. Aldama arenaria (Baker) E.E.Schill. & Panero
8. Aldama aspilioides (Baker) E.E.Schill. & Panero
9. Aldama atacamensis (Phil.) E.E.Schill. & Panero
10. Aldama australis (S.F.Blake) E.E.Schill. & Panero
11. Aldama ayutlana (B.L.Turner) B.L.Turner
12. Aldama bakeriana (S.F.Blake) E.E.Schill. & Panero
13. Aldama bishopii (H.Rob.) E.E.Schill. & Panero
14. Aldama bracteata (Gardner) E.E.Schill. & Panero
15. Aldama brandegeei (A.M.Carter) E.E.Schill. & Panero
16. Aldama breviflosculosa (S.F.Blake) E.E.Schill. & Panero
17. Aldama brittonii (Hochr.) E.E.Schill. & Panero
18. Aldama buddlejiformis (DC.) E.E.Schill. & Panero
19. Aldama canescens (B.L.Rob.) E.E.Schill. & Panero
20. Aldama congesta (Rose ex O.Hoffm.) E.E.Schill. & Panero
21. Aldama coraniana (A.A.Sáenz) E.E.Schill. & Panero
22. Aldama cordifolia (A.Gray) E.E.Schill. & Panero
23. Aldama cornifolia (Kunth) E.E.Schill. & Panero
24. Aldama corumbensis (Malme) Magenta & Pirani
25. Aldama densifolia (Baker) E.E.Schill. & Panero
26. Aldama dentata La Llave
27. Aldama dilloniorum (A.J.Moore & H.Rob.) E.E.Schill. & Panero
28. Aldama discolor (Baker) E.E.Schill. & Panero
29. Aldama ellenbergii (Cuatrec.) E.E.Schill. & Panero
30. Aldama emaciata (H.Rob. & A.J.Moore) E.E.Schill. & Panero
31. Aldama ensifolia (Sch.Bip.) E.E.Schill. & Panero
32. Aldama excelsa (Willd.) E.E.Schill. & Panero
33. Aldama fabrisii (A.A.Sáenz) E.E.Schill. & Panero
34. Aldama filifolia (Sch.Bip. ex Baker) E.E.Schill. & Panero
35. Aldama flava (Hemsl.) E.E.Schill. & Panero
36. Aldama fruticosa (Brandegee) E.E.Schill. & Panero
37. Aldama fusiformis (S.F.Blake) E.E.Schill. & Panero
38. Aldama gardneri (Baker) E.E.Schill. & Panero
39. Aldama gentryi (B.L.Turner) E.E.Schill. & Panero
40. Aldama ghiesbreghtii (Hemsl.) E.E.Schill. & Panero
41. Aldama gilliesii (Hook. & Arn.) E.E.Schill. & Panero
42. Aldama glomerata (Brandegee) E.E.Schill. & Panero
43. Aldama goldmanii (Greenm.) E.E.Schill. & Panero
44. Aldama goyasensis (H.Rob. & A.J.Moore) E.E.Schill. & Panero
45. Aldama goyazii E.E.Schill. & Panero
46. Aldama grahamii (McVaugh) E.E.Schill. & Panero
47. Aldama grandiflora (Gardner) E.E.Schill. & Panero
48. Aldama guaranitica (Chodat) E.E.Schill. & Panero
49. Aldama hatschbachii (H.Rob. & A.J.Moore) E.E.Schill. & Panero
50. Aldama helianthoides (Rich.) E.E.Schill. & Panero
51. Aldama hilairei (S.F.Blake) E.E.Schill. & Panero
52. Aldama hispida (Kunth) E.E.Schill. & Panero
53. Aldama huajicoria (B.L.Turner) B.L.Turner
54. Aldama hypochlora (S.F.Blake) E.E.Schill. & Panero
55. Aldama hypoleuca (S.F.Blake) E.E.Schill. & Panero
56. Aldama iltisii (B.L.Turner) B.L.Turner
57. Aldama incana (Pers.) E.E.Schill. & Panero
58. Aldama kingii (H.Rob.) E.E.Schill. & Panero
59. Aldama knobiana (Mondin & Magenta) E.E.Schill. & Panero
60. Aldama kunthiana (Gardner) E.E.Schill. & Panero
61. Aldama lanceolata (Britton) E.E.Schill. & Panero
62. Aldama latibracteata (Hemsl.) E.E.Schill. & Panero
63. Aldama laxicymosa (H.Rob. & A.J.Moore) E.E.Schill. & Panero
64. Aldama linearifolia (Chodat) E.E.Schill. & Panero
65. Aldama linearis (Cav.) E.E.Schill. & Panero
66. Aldama macbridei (S.F.Blake) E.E.Schill. & Panero
67. Aldama macropoda (S.F.Blake) E.E.Schill. & Panero
68. Aldama macrorhiza (Baker) E.E.Schill. & Panero
69. Aldama media (S.F.Blake) E.E.Schill. & Panero
70. Aldama megapotamica (Malme) Magenta & Pirani
71. Aldama meridionalis (Magenta) E.E.Schill. & Panero
72. Aldama mesoamericana N.A.Harriman
73. Aldama michoacana (B.L.Turner & F.G.Davies) E.E.Schill. & Panero
74. Aldama misionensis (A.A.Sáenz) S.E.Freire
75. Aldama mollis (Griseb.) E.E.Schill. & Panero
76. Aldama montana (Rose) E.E.Schill. & Panero
77. Aldama morelensis (S.F.Blake) E.E.Schill. & Panero
78. Aldama nervosa (Gardner) E.E.Schill. & Panero
79. Aldama nesomii (B.L.Turner) E.E.Schill. & Panero
80. Aldama nudibasillaris (S.F.Blake) E.E.Schill. & Panero
81. Aldama nudicaulis (Baker) E.E.Schill. & Panero
82. Aldama oblongifolia (Gardner) E.E.Schill. & Panero
83. Aldama pachycephala (DC.) E.E.Schill. & Panero
84. Aldama palmeri (A.Gray) E.E.Schill. & Panero
85. Aldama paranensis (Malme) Magenta & Pirani
86. Aldama parkinsonii (Hemsl.) E.E.Schill. & Panero
87. Aldama perennans (B.L.Turner & F.G.Davies) E.E.Schill. & Panero
88. Aldama peruviana (A.Gray) E.E.Schill. & Panero
89. Aldama phenax (S.F.Blake) E.E.Schill. & Panero
90. Aldama pilicaulis (S.F.Blake) E.E.Schill. & Panero
91. Aldama pilosa (Baker) E.E.Schill. & Panero
92. Aldama pringlei (B.L.Rob. & Greenm.) E.E.Schill. & Panero
93. Aldama purisimae (Brandegee) E.E.Schill. & Panero
94. Aldama retroflexa (S.F.Blake) E.E.Schill. & Panero
95. Aldama revoluta (Meyen) E.E.Schill. & Panero
96. Aldama robusta (Gardner) E.E.Schill. & Panero
97. Aldama rojasii (S.F.Blake) E.E.Schill. & Panero
98. Aldama rubra (Magenta & Pirani) E.E.Schill. & Panero
99. Aldama salicifolia (Hassl.) E.E.Schill. & Panero
100. Aldama santacatarinensis (H.Rob. & A.J.Moore) E.E.Schill. & Panero
101. Aldama seemannii (Sch.Bip.) E.E.Schill. & Panero
102. Aldama sodiroi (Hieron.) E.E.Schill. & Panero
103. Aldama speciosa (Hassl.) E.E.Schill. & Panero
104. Aldama squalida (S.Moore) E.E.Schill. & Panero
105. Aldama squarrosa (Sch.Bip.) E.E.Schill. & Panero
106. Aldama subcanescens (S.F.Blake) E.E.Schill. & Panero
107. Aldama subdentata (S.F.Blake) E.E.Schill. & Panero
108. Aldama subtruncata (H.Rob. & A.J.Moore) E.E.Schill. & Panero
109. Aldama tenuifolia (Gardner) E.E.Schill. & Panero
110. Aldama torresii (B.L.Turner) E.E.Schill. & Panero
111. Aldama trichophylla (Dusén) Magenta
112. Aldama truxillensis (Kunth) E.E.Schill. & Panero
113. Aldama tuberculata (S.F.Blake) E.E.Schill. & Panero
114. Aldama tuberosa (Griseb.) E.E.Schill. & Panero
115. Aldama tucumanensis (Hook. & Arn.) E.E.Schill. & Panero
116. Aldama veredensis (Magenta & Pirani) E.E.Schill. & Panero
117. Aldama vernonioides (Baker) E.E.Schill. & Panero
118. Aldama weddellii (Sch.Bip. ex S.F.Blake) E.E.Schill. & Panero

## Sinonimi
- Alvordia Brandegee
- Rhysolepis S.F.Blake
- Stuessya B.L.Turner & F.G.Davies